# عبد اللطيف شريف
عبد اللطيف شريف (بالإسبانية: Abdel Latif Sharif) هو مجرم وقاتل متسلسل مكسيكي، ولد في 19 سبتمبر 1947 في مصر، وتوفي في 1 يونيو 2006 في تشيهواهوا في المكسيك.